# Луцій Манлій Вульсон (претор 218 року до н. е.)
Луцій Манлій Вульсон (лат. Lucius Manlius Vulso; помер після 216 року до н. е.) — римський полководець і політичний діяч з патриціанського роду Манліїв, претор 218 р. до н. е., учасник Другої Пунічної війни. Невдало претендував на консулат 216 року до н. е.

## Походження
Луцій Манлій належав до одного з найзнатніших патриціанських родів Риму, представники якого регулярно отримували консульство, починаючи з 480 року до н. е. Історики припускають, що і номен Manlius з нехарактерним для латинської мови буквосполученням nl, і перші його носії могли бути етруського походження. Когномен Вульсон (Vulsō) або Вольсон (Volsō), найбільш ранній з тих, що використовували Манлії, може бути пов'язаний з назвою етруського міста Вольсінії (Volsinii).
Луцій був старшим сином Луція Манлія Вульсона Лонга, консула 256 і 250 років до н. е. Його братами були Публій Манлій Вульсон, претор 210 року до н. е., і, можливо, Гней Манлій Вульсон, батько консулів 189 і 178 років до н. е.

## Життєпис
У зв'язку з подіями 218 р. до н. е. Тіт Лівій і Полібій згадують претора на ім'я Луцій Манлій. Враховуючи, що Луцій Манлій Вульсон у 217 році до н. е. висунув свою кандидатуру в консули, антикознавці вважають, що претором 218 року був саме він. Це був перший рік Другої Пунічної війни: карфагенський полководець Ганнібал рушив до Італії, і галльські племена бойїв та інсубрів, довідавшись про його наближення, повстали проти Риму. Луцію довелося захищати римських колоністів у Цизальпійській Галлії. За словами Лівія, під командуванням у претора були «значні сили»; проте, коли Вульсон рушив на допомогу обложеній галлами Мутині, ворог атакував його з лісової засідки й завдав важкі втрати. Римляни зайняли оборону в селі Таннет на безлісій місцевості, де були оточені. Сенат, дізнавшись про цю поразку, вирішив направити Луцію Манлію підкріплення, набрані для консула Публія Корнелія Сципіона. Пізніше галли зняли облогу, і Вульсон передав свої війська під командування Сципіона.
Відомо, що в якийсь момент в армії Луція Манлія спалахнув бунт. Претор у зв'язку з цими подіями дав обітницю спорудити в Римі храм Згоди, і будівництво почалося двома роками пізніше.
У 217 році до н. е. Вульсон висунув свою кандидатуру в консули. Іншими кандидатами-патриціями були Луцій Емілій Павло, Публій Корнелій Меренда та Марк Емілій Лепід. На першому етапі виборів потрібну кількість голосів отримав тільки здобувач-плебей — незнатний демагог Гай Теренцій Варрон, і тому патриції вирішили згуртуватися навколо однієї фігури. Вульсон, Лепід і Меренда зняли свої кандидатури на користь Павла, який став другим консулом.
Можливо, Вульсон згадується в джерелах ще раз. У 216 році до н. е., здобувши перемогу при Каннах, Ганнібал направив до Риму трьох полонених аристократів, щоб почати переговори про викуп решти бранців. Згідно Лівію, це були Луцій Манлій, Луцій Скрибоній і Гай Кальпурній; сенат відмовився вести переговори, і після цього посли повернулися в карфагенський табір. Імовірно Луцій Манлій — це колишній претор 218 р. до н. е.